# Mi chabola, lago George
[[Categoría:Cuadros de {{{3}}}]]
  
  
Mi chabola, lago George es una pintura  de Georgia O'Keeffe de 1922. La pintura es un óleo sobre tela de 51 cm x 68.90 cm. 

## Descripción
La pintura representa una cabaña que era su estudio en el Lake George donde la artista y su marido, Alfred Stieglitz, pasaron los veranos entre 1918 y 1928. Esta cabaña estaba dentro de la propiedad de la familia Stieglitz a orillas del lago. A O'Keeffe le encantaba estar en el campo y alargaba la estancia hasta el otoño.
My Shanty, Lake George está entre las más famosas e importantes pinturas de O'Keeffe. En la pintura se ve una cabaña de paredes marrones y un tejado azul oscuro. Cerca de la entrada, la hierba tiene bordes marrones y la puerta parece que está abierta. Al fondo, detrás de las montañas, se ven algunas nubes esponjosas y el cielo azul en el horizonte.  
Mientras estuvo en el lago George pintó más de 200 pinturas, como Lake George Window, Lake George, Old Maple, Red Hills y The Barns. O'Keeffe tenía la intención de mostrarle al mundo dónde sucedía toda la magia de su creación. Era su cabaña y estaba orgullosa de ella.  
Sobre esta pintura expresaron diferentes puntos de vista varios artistas como Arthur Dove, Charles Demuth y Paul Strand. Querían que volviera a pintar sus cuadros florales y de colores pues, según ellos, la pintura era masculina. En su defensa, O'Keeffe afirmó que podía pintar cualquiera de los cuadros de colores sombríos como lo harían los hombres.  
El lago está entre los lugares más emblemáticos e importantes que visitó e inspiraron sus pinturas. Después de la muerte de su esposo, la artista viajó de regreso al lago George y enterró sus cenizas bajo un pino alto que se ve en esta pintura. La pintura My Shanty, Lake George fue la primera de las pinturas de O'Keeffe que compró Duncan Phillips. Hoy se encuentra en la Phillips Collection.